# 빌 빅스비

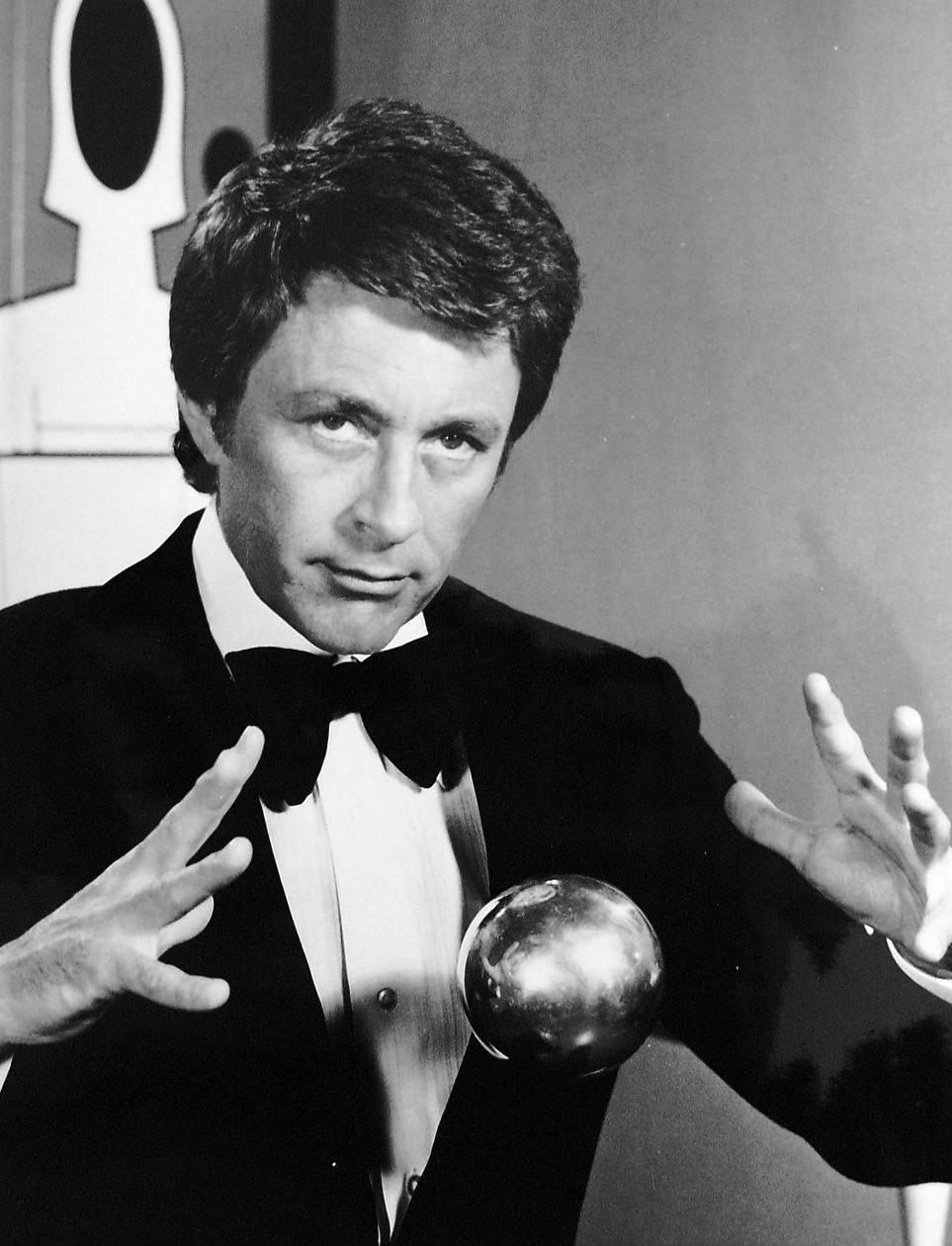

빌 빅스비(Wilfred Bailey Bixby, 1934년 1월 22일 ~ 1993년 11월 21일)는 미국의 배우, 영화 감독, 영화 제작자, 무용가, 마술사이다.
샌프란시스코에서 태어났다. 미국 캘리포니아주 센추리시티에서 사망하였다. 사인은 전립선암이다.

## 작품 목록
- 위험한 추적 (1991년)
- 위치우드 살인사건 (1982년)
- 사랑의 데이트 (1978년)
- 야망의 계절 (1976년)
- 애플 덤플링 갱 (1975년)
- 스피드웨이 (1968년)
- 클램베이크 (1967년)
- 언더 더 얌얌 트리 (1963년)
- 당신에게 오늘 밤을 (1963년)
- 로니 브레이브 (1962년)

### 텔레비전
- 화성인 마틴 - TV 시리즈 (1963-66) - 출연
- 아이언사이드 (1968-74) - 출연
- 샌프란시스코 수사반 (1974-76) - 출연
- 제6지대 (1972) - 출연
- 허비 (1982, Herbie, the Love Bug) - 연출, 미출연
- 두 얼굴의 사나이 헐크 (1977-82) - 닥터 데이비드 브루스 배너 역